# Dor nociceptiva
Dor nociceptiva é uma sensação que pode ser expressa em graus de desconforto provinda dos receptores específicos.
Este tipo de dor está relacionada com o grau de lesão dos tecidos.
Na dor nociceptiva há dois tipos de estímulos que podem levar à geração dos potenciais de ação nos axônios desses nervos:
1-Variações mecânicas ou térmicas que ativam diretamente as terminações nervosas livres ou receptores.
2-Factores libertados pelas células inflamatórias, tais como a bradicinina, a serotonina, a histamina e as enzimas proteolíticas.